# Oenothera drawertii
Oenothera drawertii är en dunörtsväxtart som beskrevs av Otto Renner och Rostanski. Oenothera drawertii ingår i släktet nattljussläktet, och familjen dunörtsväxter. Inga underarter finns listade i Catalogue of Life.